# Carlo Mornati
Carlo Leonardo Mornati (Lecco, 16 de marzo de 1972) es un deportista italiano que compitió en remo. Su hermano Niccolò compitió en el mismo deporte.
Participó en cuatro Juegos Olímpicos de Verano, entre los años 1996 y 2008, obteniendo una medalla de plata en Sídney 2000, en la prueba de cuatro sin timonel, y el sexto lugar en Atlanta 1996, en la misma prueba.
Ganó ocho medallas en el Campeonato Mundial de Remo entre los años 1994 y 2007.

## Palmarés internacional
| Juegos Olímpicos   | Juegos Olímpicos              | Juegos Olímpicos  | Juegos Olímpicos   |
| Año                | Lugar                         | Medalla           | Prueba             |
| ------------------ | ----------------------------- | ----------------- | ------------------ |
| 2000               | Sídney (Australia)            | Medalla de plata  | Cuatro sin timonel |
| Campeonato Mundial |                               |                   |                    |
| Año                | Lugar                         | Medalla           | Prueba             |
| 1994               | Indianápolis (Estados Unidos) | Medalla de oro    | Cuatro sin timonel |
| 1995               | Tampere (Finlandia)           | Medalla de oro    | Cuatro sin timonel |
| 1998               | Colonia (Alemania)            | Medalla de bronce | Cuatro sin timonel |
| 1999               | St. Catharines (Canadá)       | Medalla de bronce | Cuatro sin timonel |
| 2002               | Sevilla (España)              | Medalla de bronce | Cuatro sin timonel |
| 2005               | Kaizu (Japón)                 | Medalla de plata  | Ocho con timonel   |
| 2006               | Eton (Reino Unido)            | Medalla de plata  | Ocho con timonel   |
| 2007               | Múnich (Alemania)             | Medalla de plata  | Cuatro sin timonel |